# Central Butte
Central Butte är en ort i Kanada.   Den ligger i provinsen Saskatchewan, i den södra delen av landet, 2 300 km väster om huvudstaden Ottawa. Central Butte ligger 628 meter över havet och antalet invånare är 365.
Terrängen runt Central Butte är platt. Trakten runt Central Butte är nära nog obefolkad, med mindre än två invånare per kvadratkilometer.. Det finns inga andra samhällen i närheten.
Trakten runt Central Butte består till största delen av jordbruksmark.